# San Vito-Lanciano
San Vito-Lanciano (wł. Stazione di San Vito-Lanciano) – stacja kolejowa w San Vito Chietino, w prowincji Chieti, w regionie Abruzja, we Włoszech. 
Znajduje się na linii Adriatica i jest stacją początkową/końcową linii Sangritana. Obsługuje również pobliską gminę Lanciano.
Według klasyfikacji RFI ma kategorię brązową.

## Historia
Stacja San Vito-Lanciano została uruchomiona 27 listopada 2005, wraz z nowym przebiegiem odcinka linii Adriatica. Nowy obiekt zastąpił starą stację o tej samej nazwie, znajdującej się na starej jednotorowej linii.
Później stacja stała się punktem wyjścia dla nowej linii Sangritana, która docierała wcześniej do starego dworca.

## Linie kolejowe
- Adriatica
- Sangritana